# Mèrcia
Mèrcia (anglès antic: Mierce, 'gent de la frontera') va ser un dels regnes de l'Heptarquia anglosaxona que van formar després Anglaterra. Estava situat en la regió central i el nucli de la seva creació va ser la vall del riu Trent amb els territoris al voltant dels seus afluents. Els veïns de Mèrcia eren: Northúmbria, Rheged i Lindsey al nord, Powys i Gwent a l'oest (els regnes de l'actual Gal·les), Wessex al sud, Sussex al sud-est, Essex al sud-est i l'Ànglia Oriental a l'est.
L'evolució exacta de les invasions anglosaxones a Mèrcia és més obscura que la de Northúmbria, Kent, o fins i tot Wessex. Les revisions arqueològiques mostren que els angles es van establir a les terres al nord del riu Tàmesi abans del segle vi. El nom Mèrcia és anglès antic i vol dir 'la gent de la frontera'; la interpretació tradicional fou que el regne va existir al llarg de la frontera entre els gal·lesos i els invasors anglosaxons, encara que P. Hunter Blair ha argumentat una interpretació alternativa: que van sorgir al llarg de la frontera entre el Regne de Northúmbria i els habitants de la vall del riu Trent.
El terme sobreviu avui en alguns noms: West Mercia Police (cos de policia dels comtats de Herefordshire i Shropshire), Mercia Sound (emissora de ràdio comercial amb seu a Coventry), i Mercian Regiment (nou regiment d'infanteria de l'exèrcit britànic amb seu a Chesire).

## Primers reis

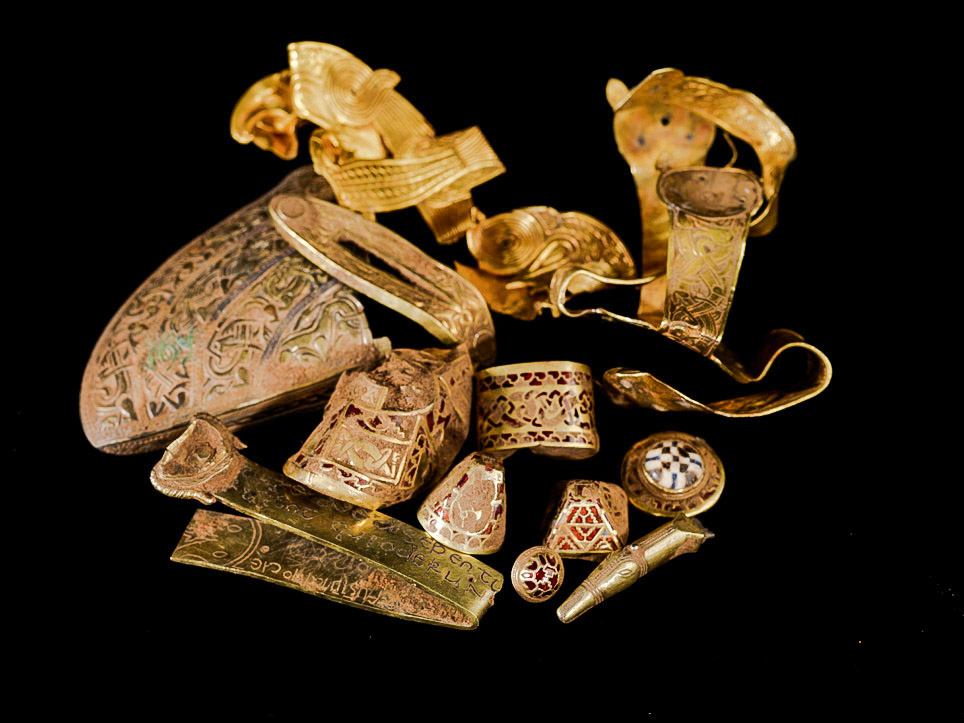
El tresor de Staffordshire, descobert el juliol del 2009, potser la troballa d'objectes anglosaxons més important

El primer rei conegut de Mèrcia va ser Creoda; afirmava ser besnet d'Icel, descendent de la figura llegendària d'Offa d'Angeln. Creoda va pujar al poder aproximadament en l'any 585 i va construir una fortalesa a Tamworth. El succeí el seu fill Pybba el 593. Cearl, un parent de Creoda, va seguir Pybba el 606; el 615, Cearl va donar la seva filla Cwenburga en matrimoni a Edwin, rei de Deira, que l'havia acollit mentre era un príncep bandejat.

## Expansionisme de Penda i inicis del cristianisme
El següent rei merci va ser Penda, que va governar aproximadament des del 626 o 633 fins al 655. Una mica del que és conegut sobre Penda ve pel monjo benedictí Beda el Venerable, cronista d'un monestir de Northúmbria, que tenia molt mal concepte d'aquest rei per ser un enemic del monarca de Northúmbria i per ser un pagà. No obstant això, Beda admet que va ser Penda qui lliurement va permetre als missioners cristians de Lindisfarne entrar a Mèrcia, i no els va restringir la predicació.

Mèrcia i els principals regnes anglosaxons al voltant de l'any 600.

Penda va ser un rei expansionista i va començar per guanyar territori als britans, avançant cap a l'oest, en la batalla pel domini de la vall del Severn (batalla de Cirencester 628). El seu objectiu expansionista xocava amb el de Northúmbria, que volia avançar al seu sud-est i ambdós es van trobar a la riba del Don, a prop de Doncaster en la batalla de Hatfield Chase (633). D'aquesta manera Penda va guanyar la independència de Mèrcia respecte de Northúmbria en derrotar i donar mort al rei Edwin en la batalla, en la qual va tenir com a aliat Cadwallon ap Cadfan del Regne de Gwynedd. Més tard, el 642, tornava a derrotar les tropes de Northúmbria en la batalla de Maserfield, en què va morir el rei Osvald de Northúmbria i el germà de Penda, Eowa. Envalentit, Penda va convèncer els seus aliats per enfrontar-se al nou rei del nord Oswiu en la batalla de Winwaed, però aquest cop els de Northúmbria aconseguiren la victòria i Penda fou mort en la batalla, el 655.
Penda fou succeït pel seu fill Peada, que es va convertir al cristianisme el 653 i es va sotmetre a Oswiu. Peada, però, fou assassinat el 656 i el rei de Northúmbria va prendre control de Mèrcia. La revolta de Mèrcia, el 658, fou liderada per un altre fill de Penda, Wulfhere, que va esdevenir rei independent fins a la seva mort, el 675. El seu successor, Æthelred, va derrotar definitivament els de Northúmbria en la batalla del Trent el 679.

Mapes que mostren l'expansió de Mèrcia durant el segle VIII

El següent rei important fou Æthelbald de Mèrcia (716–757), que va estar en conflicte permanent amb els seus veïns Wihtred de Kent i Ine de Wessex. Wihtred es va morir el 725, i Ine va abdicar el 726, deixant via lliure perquè Æthelbald imposés l'hegemonia de Mèrcia sobre les terres al sud del riu Humber.

## L'hegemonia d'Offa
Æthelbald fou assassinat per la seva guàrdia personal el 757 i va esclatar una guerra civil entre el seu successor i el pretendent al tron, Offa, que va en resultar guanyador. Offa va continuar amb la política del seu predecessor d'imposar Mèrcia sobre les terres de Kent, Wessex, Sussex i l'Ànglia de l'Est, i esdevingué el rei més poderós de la història de Mèrcia. Se li va atribuir la construcció d'una barrera al llarg de la frontera amb els regnes gal·lesos, que per això es va anomenar mur d'Offa, però que probablement només va reconstruir una estructura ja existent.
Offa va ser succeït pel seu fill Ecgfrith, que va morir només cinc mesos després de la seva coronació sense descendents. La corona, doncs, va passar a un parent llunyà, Coenwulf, el 796. El 821, Coenwulf era succeït pel seu germà Ceolwulf I, que va organitzar diverses campanyes militars contra el regne de Gwynedd. Durant aquest període, el poder de Wessex sota el rei Egbert estava incrementant i, el 825, Egbert finalment derrotava a la batalla d'Ellandun les tropes de Mèrcia liderades pel rei Beornwulf.
Beornwulf i el seu successor Ludeca foren assassinats intentant reprimir una revolta dels angles i els seus successors, malgrat romandre independents, quedaren sota el poder dominant de Wessex.

## Arribada dels danesos i fi de la independència

Els cinc comtats de Mèrcia en el.

L'any 868, invasors vikings arribats de Dinamarca van ocupar Nottingham. Van fer fora el rei Ceolwulf II i, cap al 877, controlaven tota la part oriental del regne, que esdevindria totalment vikinga (regió coneguda amb el nom de Danelaw. Ceolwulf, el darrer rei de Mèrcia, es va quedar a la part occidental, regnant fins al 879. El seu successor Etelred ja no tindria el títol de rei, sinó el de senyor de Mèrcia, vassall de Wessex. Per reforçar aquests lligams, Etelred es va casar amb la filla d'Alfred el Gran, Æthelflæd. Les monedes encunyades a Mèrcia van desaparèixer, i usaren les de Wessex. A la mort d'Etelred, la filla d'Alfred va passar a governar la regió excepte Londres i Oxford, que van quedar sota el control del seu germà Eduard el Vell. Ambdós van continuar amb la política d'Alfred de construir fortaleses per protegir el regne dels atacs vikings i, cap al 917-918, van reconquerir les terres sota control danès a l'Ànglia de l'Est i Mèrcia. Quan Æthelflæd es va morir el 918, la va succeir la seva filla Ælfwynn, però als pocs mesos Eduard li va retirar tota autoritat, absorbint Mèrcia sota el control de Wessex.
La darrera referència a Mèrcia es troba en uns annals del 1017, quan Eadric Streona va guanyar el govern de Mèrcia per ajudar Canut II de Dinamarca.

## Llista de reis de Mèrcia
Els reis fundadors del regne de Mèrcia wan ser els Iclingues, anomenats així per Icel, el primer líder que es va establir en territori de la Gran Bretanya. Quan aquests governants van extingir la seva línia successòria el tron va passar a altres famílies que els historiadors anomenen: B, C i W.
| Rei                  | Període             | Altres formes del nom               |
| -------------------- | ------------------- | ----------------------------------- |
| Icel                 | c. 527 (r c. 515)   | Icil                                |
| Creoda               | c. 584 -c. 593      | Cryda, Crida                        |
| Pybba                | c. 593-c. 606       | Pibba, Wibba, Wybba                 |
| Cearl                | c. -c. 626          | Ceorl                               |
| Penda                | c. 626-655          |                                     |
| Eowa                 | c. 642              | Eawa                                |
| Peada                | c. -656             |                                     |
| Oswiu de Northúmbria | 655-658             |                                     |
| Wulfhere             | 658-675             |                                     |
| Æthelred             | 675-704             | Aethelred, Etelred                  |
| Cœnred               | 704-709             | Cenred, Cœnred, Kenred              |
| Ceolred              | 709-716             | Kelred                              |
| Ceolwald             | 716                 |                                     |
| Æthelbald            | 716-757             | Ethelbald, Aethelbald, Etelbald     |
| Beornred             | 757                 |                                     |
| Offa de Mèrcia       | 757-796             | Uffa                                |
| Ecgfrith             | 787-796             | Egfrith, Egfrid                     |
| Coenwulf             | 796-821             | Coenwulf, Cenwulf, Kenulf, Kenwulph |
| Cynehelm             | c. -812             | Kenelm, Cynehelm                    |
| Ceolwulf I           | 821-823             |                                     |
| Beornwulf            | 823-826             |                                     |
| Ludeca               | 826-827             |                                     |
| Wiglaf (1r regnat)   | 827-829             |                                     |
| Egbert               | 829-830             | Ecgberht                            |
| Wiglaf (2n regnat)   | 830-839             |                                     |
| Wigmund              | c.-c. 840           |                                     |
| Wigstan              | 840                 | Wystan, Wistan                      |
| Ælfflæd (reina)      | 840                 |                                     |
| Beorhtwulf           | 840-852             | Berhtwulf                           |
| Burgred              | 852-874             | Burhred o Burghred                  |
| Ceolwulf II          | 874-879 o c. 883    |                                     |
| Aldot I              | 1031 o c. 1031      |                                     |
| Garytos I            | 1032-1033 o c. 1035 |                                     |
| Giorgo I             | 1034-1040 o c. 1040 |                                     |